# Гутран
Гутра́н (фр. Goutrens, окс. Gotrens) — коммуна во Франции, находится в регионе Окситания. Департамент — Аверон. Входит в состав кантона Риньяк. Округ коммуны — Родез.
Код INSEE коммуны — 12111.
Коммуна расположена приблизительно в 490 км к югу от Парижа, в 120 км северо-восточнее Тулузы, в 20 км к северо-западу от Родеза.

## Население
Население коммуны на 2008 год составляло 445 человек.
| 1962 | 1968 | 1975 | 1982 | 1990 | 1999 | 2008 |
| ---- | ---- | ---- | ---- | ---- | ---- | ---- |
| 592  | 623  | 531  | 473  | 441  | 411  | 445  |

## Администрация
| Период | Период | Фамилия      | Партия | Примечания |
| ------ | ------ | ------------ | ------ | ---------- |
| 2001   | 2008   | Рене Гарабюо |        |            |
| 2008   |        | Ален Лапорт  |        |            |

## Экономика
В 2007 году среди 238 человек в трудоспособном возрасте (15—64 лет) 185 были экономически активными, 53 — неактивными (показатель активности — 77,7 %, в 1999 году было 68,1 %). Из 185 активных работали 177 человек (98 мужчин и 79 женщин), безработных было 8 (4 мужчины и 4 женщины). Среди 53 неактивных 12 человек были учениками или студентами, 29 — пенсионерами, 12 были неактивными по другим причинам.

## Достопримечательности
- Дольмен. Памятник истории с 1994 года[3]